# Sukeban Arashi
Sukeban Arashi (スケ番あらし Sukeban Arashi?, lit. Tormenta delincuente) es un manga japonés, escrito e ilustrado por Masami Kurumada, siendo dicha obra su debut como mangaka profesional. El manga fue publicado en la revista Shōnen Jump entre los años de 1974 y 1975. En 1977, se recopiló en dos tomos junto a la historia de un solo capítulo de Mikeneko Rock.
Sukeban Arashi narra las desventuras de Rei Kojinyama y sus problemas con una estudiante talentosa y de familia multimillonaria llamada Shizuka Ayakoji. 
El manga no tuvo mucha repercusión, pero sirvió para dar a conocer a Kurumada como un autor prometedor para la editorial, por lo que más adelante publicaría en la Shonen Jump algunas de sus obras más destacadas de la década de los 80 como los fueron Ring ni Kakero, y su obra más reconocida y exitosa, Saint Seiya.

## Argumento
Sukeban Arashi narra la historia y los problemas que tiene Rei Kojinyama con una nueva estudiante llamada  Shizuka Ayakoji, quien procede de una familia multimillonaria, además de ser hija única y estar siempre acompañada por su guardaespaldas Todo, quien la sobreprotege con excesivo celo. Rei no congenia nada bien con Shizuka debido a la personalidad refinada pero altanera y elitista que esta última tiende a mostrar. 
Conforme avanza el manga, las dos chicas mantienen muchas disputas las cuales llegaran en muchas ocasiones a tener encuentros llenos de risas, acción y sufrimiento.

## Personajes
- Rei Kojinyama (荒神山 麗  Kojinyama Rei?)

Protagonista del manga, tiene una personalidad explosiva y muy varonil, no es buena para los estudios o alguna actividad relacionada con el hogar, pero es una destacada deportista. Siempre tiene escondido entre sus muslos unos nunchakus que usa con gran maestría para luchar contra delincuentes. Está enamorada de Morita, el capitán del club de fútbol, y frente a él tiende a mostrar su lado más femenino pero ingenuo. Rei vive con su familia la cual se conforma de su alocado padre y una hermana menor. Rei posee una estatura media y un cuerpo atlético, además de un prominente busto del cual se muestra muy orgullosa. 
- Shizuka Ayakoji (綾小路 静香 Ayanokoji Shizuka?)

Hija única y heredera de una familia multimillonaria de Tokio. Tiene una hermosa apariencia ―como un cuerpo esbelto y unos pechos grandes al igual que Rei― que todos pueden recordar cuando camina afuera. Perdió a sus padres a una edad temprana, y desde entonces vive en una lujosa mansión con muchos sirvientes, lo que la convierte en una persona arrogante pero solitaria. Tiene una visión muy distorsionada de socialización ya que considera «que los humanos no son iguales, nacen diferentes y los pobres están destinados a ser esclavos de los ricos». Posee un gran talento en los juegos de natación y fútbol, para sorpresa de todos, incluso de Rei con quien al principio tiene muchos conflictos pero conforme avanza la historia, se forma entre las dos un vínculo de amistad. 
- Tokusaburo Okouchi  (大河内 徳三郎 Okouchi Tokusaburo?)

Amigo de la infancia de Rei con quien siempre pasa peleando, es un estudiante que está orgulloso de su poder. Criado en una familia pobre de madre soltera, tiene una madre enferma. Confundido por el atractivo sexual de Shizuka Ayakoji y su dinero, se convierte temporalmente en la subordinado de Shizuka y se enfrenta a Rei, pero originalmente tiene la misma moral que Rei y es un tipo gentil y poderoso. Su nombre se basa en Denjiro Okouchi, una estrella japonesa de drama histórico de cuya carrera duro antes y después de la guerra.
- Todo Osamu  (藤堂 オサム Toudou Osamu?)

Exalumno de grado en la Universidad de Takushikan. Es un hombre calvo de dos metros sin cejas y un cuerpo enorme con una cara obstinada. Aunque es miembro de la sociedad, siempre usa uniforme escolar. Criado en una familia muy pobre, fue salvado por el padre de Shizuka Ayakoji cuando se separó de los aldeanos y se convirtió en guardaespaldas de Shizuka. Siente una profunda gratitud hacia la familia Ayakoji por lo que cuida Shizuka con mucho celo. Posee una fuerza sobrehumana capaz de partir una espada de madera en dos con ambos brazos, lo que lo convierte en un oponente difícil de enfrentar, incluso para Rei.
- El padre de rei (麗の父親 Rei nochi Chioya?)

Un hombre corpulento de mediana edad que se comporta de manera tosca y vulgar. Usa faja en el vientre con vello en el pecho siempre expuesto en la barba. Es carpintero y cría solo a sus dos hijas después de la muerte de su esposa. Al vivir en una casa de madera de un piso y en la pobreza, tanto él como su familia tienen que sobrevivir a base Takuan y natto para desgracia de Rei
- Morita (森田 Morita?)

Capitán del club de fútbol de la escuela secundaria, es un chico de cabello corto, cejas pobladas y una mirada digna, lo que lo convierte en el principal interés amoroso de Rei quien frente a él, intenta comportarse de lo más femenina para él. Cuando el club de fútbol está a punto de ser cerrado por los miembros del club de patinaje, recibe la ayuda de Rei para jugar quien recomienda aprender «Miracle Over Head Kick» (es decir una chilena), que se dice que es el mayor secreto del fútbol sobre patines. El nombre del  personaje está inspirado en Kensaku Morita, un talentoso jugador que estaba en el apogeo de su popularidad en el momento de la publicación del manga.
- Mika Kojinyama (荒神山 美香 KojinaymaMika?)

Es la hermana menor de Rei. Una estudiante de escuela primaria aparentemente joven que se ata el cabello con una cinta y usa una camisa de panda, pero administra a la familia en lugar de su madre. Siempre le entristece el alboroto que arman su rudo padre y su descuidada hermana. Tiene una personalidad tranquila y madura, y es amante de los perros.

## Volúmenes
| Volumen 1 | ISBN | Publicado                             |
| Volumen 1 | ISBN 4-420-13030-X | 5 de septiembre de 1977               |
| | |                                       |
| Contiene los capítulos: - Ch. 1: "La aparición de una némesis: Ayakoji" ( ""?) - Ch. 2: "Una sucia trampa" ( ""?) - Ch. 3: "Asustada por perros" ( ""?) - Ch. 4: "Escenario pintado de sangre" ( ""?) - Ch. 5: "El secreto de Shizuka" ( ""?) - Ch. 6: "¡Como una mujer!" ( ""?) - Ch. 7: "¡Esto es inesperado Shizuka!" ( ""?) - Ch. 8: "La nota de desafío de Shizuka" ( ""?) - Ch. 9: "¡Chicos! ¡¡levántense!!" ( ""?) - Ch. 10: "La técnica más poderosa" ( ""?) | Contiene los capítulos: - Ch. 1: "La aparición de una némesis: Ayakoji" ( ""?) - Ch. 2: "Una sucia trampa" ( ""?) - Ch. 3: "Asustada por perros" ( ""?) - Ch. 4: "Escenario pintado de sangre" ( ""?) - Ch. 5: "El secreto de Shizuka" ( ""?) - Ch. 6: "¡Como una mujer!" ( ""?) - Ch. 7: "¡Esto es inesperado Shizuka!" ( ""?) - Ch. 8: "La nota de desafío de Shizuka" ( ""?) - Ch. 9: "¡Chicos! ¡¡levántense!!" ( ""?) - Ch. 10: "La técnica más poderosa" ( ""?) | Personaje de la portada Rei Kojinyama |

| Volumen 2 | ISBN | Publicado                                            |
| Volumen 2 | ISBN 4-420-13034-2 | 5 de septiembre de 1977                              |
| | |                                                      |
| Contiene los capítulos: - Ch. 11: "La victoria es nuestra" (?) - Ch. 12: "Hora de pelear" (?) - Ch. 13: "La regla de sangre fresca" (?) - Ch. 14: "Shizuka la feroz" (?) - Ch. 15: "Las flores brotan en la sangre de un amigo" (?) - Ch. 16: "Las tonfas de Maya" (?) - Ch. 17: "El gato de piedra extraviado" (?) - Vol. extra: "Mikeneko Rock" (みけ猫ロック?) | Contiene los capítulos: - Ch. 11: "La victoria es nuestra" (?) - Ch. 12: "Hora de pelear" (?) - Ch. 13: "La regla de sangre fresca" (?) - Ch. 14: "Shizuka la feroz" (?) - Ch. 15: "Las flores brotan en la sangre de un amigo" (?) - Ch. 16: "Las tonfas de Maya" (?) - Ch. 17: "El gato de piedra extraviado" (?) - Vol. extra: "Mikeneko Rock" (みけ猫ロック?) | Personaje de la portada Rei KojinyamaShizuka Ayakoji |